# جولای کیلومبرو
جولای کیلومبرو (نام علمی: Ploceus burnieri) نام یک گونه از سرده جولاها است.